# Сборная Боснии и Герцеговины по футболу (до 21 года)
Сборная Боснии и Герцеговины по футболу до 21 года представляет Боснию и Герцеговину на международных соревнованиях по футболу для молодёжных команд. Ни разу не проходила в финальную часть Чемпионата Европы, хотя пыталась сделать это 7 раз.
Единственное достижение этой сборной — памятная победа 10 октября 2002 года над молодёжной сборной Германии со счётом 5:1. Игра состоялась в Зенице, на стадионе Билино Поле.